# Красивый мечеклювый древолаз
Красивый мечеклювый древолаз (лат. Xiphorhynchus elegans) — вид птиц из семейства печниковых. Подвид X. e. juruanus иногда рассматривают как отдельный вид. Выделяют пять подвидов.

## Распространение
Обитают в Амазонии на территории Боливии, Бразилии, Колумбии, Эквадора и Перу.

## Описание
Длина тела 18—22,5 см. Вес самца 31—38 г, самки — 29—35 г (номинативный подвид). Клюв относительно длинный, тонкий, почти прямой.

## Биология
Поют чаще всего на рассвете и на закате. Питаются в основном членистоногими, но от случая к случаю поедают и мелких позвоночных.
МСОП присвоил виду статус LC.